# HMNB Portsmouth
Her Majesty's Naval Base Portsmouth (HMNB Portsmouth) er den ene af Royal Navy's tre flådestationer i Storbritannien. Basen ligger som en del af byen Portsmouth, placeret i den østlige side af havnen.
Basen har verdens ældste tørdok, som stadig er i brug. Basen er tillige landets ældste flådestation og har gennem tiderne haft en vigtig rolle i Englands koloniherredømme.

## Turisme
Selv om flådebasen er lukket område er der dog adgang for publikum til et par større attraktioner på området:
- Portsmouth Historic Dockyard, det gamle orlogsværft og maritimt museum.
- Mary Rose, resterne af et krigsskib fra Henrik den 8.'s tid.
- HMS Victory, Admiral Nelsons flagskib.
- HMS Warrior, det første britiske panserskib.

## Historie
HMNB Portsmouth har gennem århundreder været den største og vigtigste flådehavn for briterne. I 1194 gav Richard Løvehjerte ordre til bygning af det første dokanlæg på stedet. Dette blev 20 år senere udbygget med en forsvarsmur, og dermed var den første flådehavn en realitet. I 1495 blev verdens første tørdok bygget på stedet efter befaling af Henrik den 7.
Flåden fra Portsmouth var en vigtig faktor i opgøret med den Spanske armada i 1588.
Både under kolonitiden og i årene omkring napoleonskrigene havde flådestationen i Portsmouth en fremtrædende rolle.
I 2. verdenskrigs første år var byen og flådebasen udsat for kraftige bombardementer fra tysk side og den britiske flåde flyttede som en konsekvens heraf til Skotland. Efterhånden som bombardementerne stilnede af, rykkede flåden tilbage til Portsmouth. Det var herfra den største del af armadaen udgik om natten og morgenen den 6. juni 1944 da invasionen i Normandiet fandt sted.
Da Argentina i 1982 invaderede Falklandsøerne og dermed indledte Falklandskrigen var det skibe fra Portsmouths flådebase, der drog tværs over Atlanterhavet for at hævde den britiske suverænitet.

## Skibene (Portsmouth Flotilla)
- Hangarskibe
  - 1× Invincible-klassen
  - To nye hangarskibe af Queen Elizabeth-klassen vil blive tilknyttet flådestationen når de er færdigbygget.
- Destroyere
  - 4× Daring-klassen
  - 4× Sheffield-klassen
- Fregatter
  - 6× Duke-klassen
- Patruljefartøjer
  - 4× River-klassen
  - 3× Archer-klassen
  - HMS Endurance (Inspektionsskib)
- Minerydningsfartøjer
  - 8× Hunt-klassen